# Yannick Guillochon
Pour l’article homonyme, voir Guillochon.
Yannick Guillochon est un footballeur professionnel français né le 2 juin 1960 à Saint-Germain-en-Laye en Seine-et-Oise. Il évoluait au poste de défenseur-milieu gauche. Il est actuellement entrepreneur en BTP dans la région parisienne.

## Biographie
Formé au Paris Saint Germain dans la deuxième moitié des années 1970, il fait ses premiers pas en première division avec ce club au cours de la saison 1982/83 à l'issue de laquelle il remporte le prix du meilleur espoir français décerné par le magazine France Football. Il est également, la même année, vainqueur de la coupe de France. Il effectue deux saisons supplémentaires au Paris Saint Germain avant de rejoindre Le Havre Athletic Club en 1985. Il reste 3 saisons dans le club normand avant de partir pour une équipe de deuxième division, le Stade rennais avec laquelle il monte en première division en 1990. Souvent blessé, il met fin à sa carrière en 1993 après deux dernières saisons effectuées sous le maillot de l'AS Poissy.

## Carrière
- Paris Saint Germain : 1972-1985
- Le Havre Athletic Club : 1985-1988
- Stade rennais : 1988-1991
- AS Poissy : 1991-1993

## Palmarès
- Prix du Meilleur espoir français France Football 1982/1983
- Vainqueur de la coupe de France avec le Paris Saint Germain en 1983